# Kamerconcert nr. 3 voor klarinet en kamerorkest
Het Kamerconcert nr. 3 voor klarinet en kamerorkest is een compositie van Vagn Holmboe.
Naast een serie genummerde symfonieën en strijkkwartetten schreef Holmboe ook een aantal genummerde kamerconcerten.
Holmboe stapte met dit werk in de traditie van Wolfgang Amadeus Mozart (Klarinetconcert), Carl Maria von Weber (twee klarinetconcerten) en Carl Nielsen (Klarinetconcert). Met name die laatste componist had grote invloed op de componeerstijl van Holmboe. Afwijkend is dan weer dat Holmboe maar twee delen gebruikte, het Allegro non troppo en het Allegro giocoso, dat uitzonderlijk virtuoos is. Een langzaam uitdiepend deel ontbreekt. 
Daar waar de genoemde klarinetconcerten van Mozart, von Weber en Nielsen regelmatig geprogrammeerd werden en worden, werd het werk van Holmboe zelden gespeeld. De enige opname (gegevens 2020) meldde dat het werk tot 1996 zeker niet op de lessenaars heeft gestaan. 
Orkestratie:
- solo klarinet
- 2 hoorns, 2 trompetten,
- violen, altviolen, celli,  contrabassen

Concerto’sAltvioolconcert · Celloconcert · Concert voor blokfluit, strijkinstrumenten, celesta en vibrafoon · Concert voor orkest · Fluitconcert nr. 1 · Fluitconcert nr. 2 · Tubaconcert · Vioolconcert nr. 1 · Vioolconcert nr. 2
Kamerconcerto’sKamerconcert nr. 1 voor piano, strijkinstrumenten en pauken · Kamerconcert nr. 2 voor fluit, viool, strijkinstrumenten en percussie · Kamerconcert nr. 3 voor klarinet en kamerorkest · Kamerconcert nr. 4 voor pianotrio en kamerorkest · Kamerconcert nr. 5 voor altviool en kamerorkest · Kamerconcert nr. 6 voor viool en kamerorkest · Kamerconcert nr. 7 voor hobo en kamerorkest · Kamerconcert nr. 8 voor orkest · Kamerconcert nr. 9 voor viool, altviool en kamerorkest · Kamerconcert nr. 10 · Kamerconcert nr. 11 voor trompet en orkest · Kamerconcert nr. 12 voor trombone en orkest · Kamerconcert nr. 13 voor hobo, altviool en kamerorkest